# Ольжино (Винницкая область)
Ольжино (укр. Ольжине, до 2024 — Ольгино) — посёлок, входит в Хмельницкий район Винницкой области Украины.
Население по переписи 2001 года составляло 104 человека. Почтовый индекс — 22050. Телефонный код — 4338. Занимает площадь 0,12 км². Код КОАТУУ — 524881803.

## Местный совет
с. Войтовцы, ул. Космодемьянской, 8.